# Oligota punctum
Oligota punctum – gatunek chrząszczy z rodziny kusakowatych i podrodziny Aleocharinae.
Gatunek ten opisany został w 1976 roku przez S.A. Williamsa.
Chrząszcz o ciele długości 1,3 mm i szerokości 0,5 mm, w obrysie z prawie równoległymi bokami, ubarwiony rudobrązowo z nieco jaśniejszymi głaszczkami szczękowymi. Czteroczłonowe buławki czułków są słabo wyodrębnione. Drobne, zaokrąglone guzki pokrywają głowę i przedplecze. Powierzchnia pokryw jest grubo i gęsto punktowana. Na tergitach odwłoka od czwartego do szóstego występują dość nieregularne guzki i krótkie żeberka. Samiec ma stopniowo rozszerzony ku szczytowi edeagus.
Owad endemiczny dla Nowej Zelandii.